# Acromyrmex landolti
Acromyrmex landolti är en myrart som först beskrevs av Auguste-Henri Forel 1885.  Acromyrmex landolti ingår i släktet Acromyrmex och familjen myror.

## Underarter
Arten delas in i följande underarter:
- A. l. landolti
- A. l. myersi